# Herb gminy Przeciszów
Herb gminy Przeciszów – jeden z symboli gminy Przeciszów, autorstwa Wojciecha Drelicharza, Zenona Piecha oraz Barbary Widłak, ustanowiony 26 kwietnia 2001.

## Wygląd i symbolika
Herb przedstawia na tarczy koloru czerwonego wizerunek srebrnego jastrzębia ze złotym dziobem i szponami, a pod nim dwa złote miecze z srebrnymi ostrzami skierowane w dół. Jest to nawiązanie do herbu rodu Myszkowskich (Jastrzębiec) i herbu Zatora. 